# Fiorella Mariani
Gioia Fiorella Mariani ist eine italienische Regisseurin.
Mariani arbeitete als Kostüm- und Bühnenbildnerin ab 1970 für den Film und inszenierte den kurzen, kaum gezeigten experimentellen Schwarzweißfilm Homo sapiens 1978 nach eigenem Drehbuch. Später war sie an einem Film über ihren Onkel Roberto Rossellini beteiligt.

## Filmografie
- 1978: Homo sapiens